# Río Tornada
El río Tornada es un río del oeste de la península ibérica que discurre por el distrito de Leiria, en Portugal. 

## Curso
El Tornada tiene su desembocadura en el Océano Atlántico en São Martinho do Porto, Salir do Porto, en el concejo de Caldas da Rainha.